# Chafariz da Praça da Rainha
O Chafariz da Praça da República está localizado na parte oriental da Praça da República (antiga Praça da Rainha), em frente aos antigos Paços do Concelho, na freguesia de Viana do Castelo (Santa Maria Maior e Monserrate) e Meadela, no município e distrito de Viana do Castelo, em Portugal.
Este é um chafariz renascentista, o último de um conjunto de três projetos monumentais realizados pelo canteiro portuense João Lopes, o Velho no Minho e em Pontevedra na Galiza. Terá substituído uma fonte mais antiga em que teriam trabalhado os canteiros Fernão Anes (1512) e João Gonçalves (1523).
Está classificado como Monumento Nacional desde 1910.

## História
Segundo as Atas da Câmara de 1553, a administração municipal decidiu chamar o canteiro portuense João Lopes, o Velho, para avaliar a viabilidade de um projeto similar ao que fora concluído naquele ano em Caminha, pagando-lhe a viagem de Porto a Viana. Posteriormente, para a sua execução, vários impostos locais foram emitidos para financiá-la. O texto reza:
"(...) A 12 de julho de 1553, em ata de reunião da Câmara, [os vereadores] acordaram chamar o pedreiro João Lopes, 'por ser o melhor oficial que agora há nesta terra e experimentado por ter feito outros muitos chafarizes e por saber trazer as águas de onde é necessário'; acordaram que fizesse um chafariz novo como fez o de Caminha, 'e melhor se melhor se puder fazer', tirasse todos os canos rotos e quebrados até à 'arca' existente no Campo de Valverde (...). A Câmara pede ao Rei autorização para 'fintar', ou seja, para lançar contribuições municipais, visto as rendas do concelho não serem suficientes; gastar-se-ia então o dinheiro que as principais pessoas e povo da vila dessem por sua vontade, e o que faltasse seria pago pelo concelho (...)."
As obras foram iniciadas em fins de 1553 e as do chafariz possivelmente concluídas em 1555. Contudo, a falta de verbas provocou o arrastamento das obras de canalização de águas pelo restante da década de 1550, causando o não cumprimento do contrato com João Lopes e a falta de materiais. É possível que João Lopes, Filho - filho do canteiro contratado - tenha colaborado na parte final do projeto.
Em agosto de 1559, devido à falta de meios da câmara, esta decidira vender roupa (colchas e bandeiras) do concelho para pagar a obra do chafariz e outras necessidades.
Em 2021, foi anunciado que a Câmara Municipal de Viana do Castelo pretende requalificar o chafariz, que não tem água já há uns meses e que necessita de uma intervenção de fundo.
Em junho de 2022, a Câmara de Viana do Castelo vai promover um projeto de conservação e restauro do chafariz. Em causa estão patologias da pedra que afetam o chafariz, a necessidade de substituição da tubagem interior e da consolidação da estrutura.
É necessário que o chafariz seja totalmente desmontado para ser tratado e voltar a ser colocado, o que obedece a um projeto técnico específico não só de consolidação da estrutura como de tratamento das patologias do granito, com o acompanhamento da Direção Regional de Cultura do Norte.
As obras iniciaram-se em janeiro de 2024.

## Características
Construído em granito, o Chafariz da Praça da República apresenta uma bacia de casal e tanque.
De grande riqueza decorativa, este constitui-se quase como uma cópia do Chafariz de Caminha, uma vez que fora criado pelo mesmo pedreiro, tendo servido de modelo de construção conforme o contrato. A data de conclusão está indicada num friso da base, hoje quase ilegível. As semelhanças são consideráveis, inclusive no gradeamento protetor que no de Viana desapareceu no início do século XX, ao contrário do de Caminha.
Juntamente com aquele chafariz e o de Pontevedra, ambos constituem alguns dos trabalhos mais representativos de João Lopes, sendo os três de maiores dimensões, com claro caráter urbanístico e sentido iconográfico.